# Червоний князь
«Червоний князь. Таємні життя габсбурзького ерцгерцоґа» – книжка відомого американського історика Тимоті Снайдера, що побачила світ 2008 року в Сполучених Штатах Америки. 2011 року книжка вийшла українською мовою у перекладі Павла Грицака. Опублікована видавництвом «Грані-Т». Присвячена дослідженню непересічної особистості в історії українського народу – полковника Василя Вишиваного.

## Про книгу
Дослідження присвячене непересічній постаті в історії Центральної та Східної Європи – Вільгельмові фон Габсбурґові.
Ерцгерцоґ, родич австрійського цісаря, він обрав собі українську ідентичність і став леґендарним полковником Василем Вишиваним, Червоним Князем, який боровся за незалежність України в часи Першої і Другої світових воєн .
Його вабили героїчні сторінки української історії, змагання українців за державність. Аж до своєї смерті за стінами Лук’янівської тюрми Києва влітку 1948 року він не втрачав надії посісти монарший престол у відновленій українській державі. Він шукав союзників у різних державах – Польщі, Австрії, Франції і навіть нацистській Німеччині, але, врешті, розчарувався в них усіх. Пристрасний мрійник і романтик Вільгельм потерпав від поразок у політиці.
Хто ж був цей дивний чоловік, який змінив свою ідентичність і вирішив боротися за чужу державність? Якою була б історія нашої держави, якби його мрія здійснилася?

## Відгуки
- Анатолій Дністровий:

|  | Книга справді написана наче лицарський роман – з акцентом на пригоди, походеньки, особисті невдачі Василя Вишиваного. Вона настільки далека від «мілітарної міфологізації» постаті австрійського ерцгерцоґа, яку створили декілька поколінь українських істориків-народників та квазінаукових салоїдів, що сприймається дуже захоплено та реалістично. Василь Вишиваний постає як жива і нормальна людина зі своїми вадами та недоліками, стражданнями та втіхами, а не сухий ідол із підручників ура-патріотичної історії. |

- Дмитро Дроздовський:

|  | Ця книжка вписує українські землі у простір історії Східної Європи модерного часу і визначає для західної гуманітарної думки, яка має туманне уявлення про Україну, складники української ідентичності як ідентичності європейської. Часом навіть думаєш у формах умовного способу: а чи такою була б Україна сьогодні, якби Українське Князівство приєдналося до Габсбургів? Чи таким «червоним» для українців було б ХХ століття? І чи настільки тяжко сьогодні було б розпрощатися з привидами радянського минулого? |

- Тетяна Трофименко:

|  | Читаючи про смерть Вільгельма фон Габсбурґа 1948 року в совєтському ув’язенні, не відчуваєш нічого, крім суто людського співчуття до чоловіка, котрий не зреалізував своїх мрій, а наприкінці життя зазнав принижень і знущань цієї професійної каральної машини. |

- Алан Фюрст, оглядач The Polish Officer та The Foreign Correspondent:

|  | Ось вам майстер історії в ділі – наполегливий, рішучий, скрупульозний і розумний. Скільки разів протягом року мені оповідають історію, ніколи не чуту до того? Нечасто. Тож, увага, засіб сильної дії! |

- Норман Дейвіс, автор книги Непроста перемога: Друга Світова війна в Європі 1939 – 1945:

|  | Тимоті Снайдер продемонстрував нам, що він віртуозно розуміється на складних питаннях, пов’язаних із проблемами ідентичності у Центральній і Східній Європі. Він показав, що здатен створити чудову повість: дохідливо, живо і до ладу. «Червоний князь» занурює в історичні реалії, з якими більшість західних читачів не знайомі. У результаті книга одночасно оповідає, виховує і розважає |

.
- Джон Лукац, автор книги «П’ять днів у Лондоні» (Five Days in London):

|  | «Червоний князь» має бути буквально з’їдений кожним, хто цікавиться історією Центральної та Східної Європи. Але радіус охоплення цієї книги не обмежується лише зазначеним регіоном. Це чудова комбінація блискучого дослідження, життєвого знання і доброго письма. Дуже рідкісний здобуток» |

- Kirkus Reviews:

|  | Снайдер вправно висвітлює складні питання національної і сексуальної ідентичності цього окремого, дивовижного життя |

### Переклади українською
- Тімоті Снайдер. Червоний князь. Переклад з англійської: Павло Грицак. Київ: Грані-Т, 2011. ISBN 978-966-465-352-4